# In Vlaamse velden
In Vlaamse velden is een 10-delige televisiereeks die in 2014 werd uitgezonden door de VRT op Eén. Het is een realisatie die tot stand kwam door de samenwerking van VRT en de provincie West-Vlaanderen.
De opnames liepen van 20 augustus tot 30 november 2012 en van half maart tot half juni 2013.

## Eerste Wereldoorlog
De reeks die een koppeling is van fictie en drama werd gerealiseerd en uitgezonden naar aanleiding van de honderdste verjaardag van het begin van de Eerste Wereldoorlog. Het is trouwens een van die programma's die rond dat thema op het scherm zullen worden gebracht, zoals ook Parade's End. "2014-18" wordt de naam van het crossmediale project waarmee de VRT in die periode de honderdste verjaardag van De Grote Oorlog wil herdenken.
De televisiereeks In Vlaamse velden werpt een blik op het leven van een jong meisje dat tijdens de Eerste Wereldoorlog zal uitgroeien tot een volwassen vrouw. De productie is in handen van Menuet dat onder meer tekende voor reeksen en films als Katarakt, Code 37 en De helaasheid der dingen.
De regie is in handen van Jan Matthys, de opnames gebeuren grotendeels in de Westhoek. De scenario's van de reeks werden geschreven door Carl Joos, Charles De Weerdt en Geert Vermeulen op basis van een verhaal van Mark De Geest.
De casting begon in november 2011. De focus lag vooral op jonge acteurs, waaronder ook kinderen. Het wordt als belangrijk gezien de jongeren aan te spreken die tot vandaag nog te weinig weten wat oorlog is.

## Verhaal
In het verhaal staat de vijftienjarige Marie (Lize Feryn) centraal, een naïeve puber die door haar ervaringen in de oorlog ontpopt tot een gelouterde, volwassen vrouw die gelooft in de toekomst. De echte impact van de oorlog wordt voor de familie pas echt voelbaar wanneer de Duitsers hun huis bezetten.
Vader Philippe (Wim Opbrouck), gynaecoloog, ziet zijn kans om professor te worden in de door de Duitse bezetter gesteunde Vlaamse universiteit. Moeder Virginie (Barbara Sarafian) probeert zo goed en zo kwaad als het kan haar gezin bijeen te houden, maar de oorlog drijft hen uit elkaar.
Maries oudste broer Vincent (Matthieu Sys) vecht uit idealisme mee aan het front en zal daarvoor een zware prijs betalen. Guillaume (Wietse Tanghe), haar andere broer, probeert te deserteren maar wordt soldaat tegen wil en dank. Marie droomt ervan om dokter te worden, maar wordt verpleegster aan het front. Daar vindt ze uiteindelijk de kracht om op een genuanceerde manier naar de wereld en naar haar familie te kijken.

## Rolverdeling
| Acteur                    | Personage               | Beschrijving                           | Afl. 1 | Afl. 2 | Afl. 3 | Afl. 4 | Afl. 5 | Afl. 6 | Afl. 7 | Afl. 8 | Afl. 9 | Afl. 10 |
| ------------------------- | ----------------------- | -------------------------------------- | ------ | ------ | ------ | ------ | ------ | ------ | ------ | ------ | ------ | ------- |
| Lize Feryn                | Marie Boesman           | Dochter                                | Ja     | Ja     | Ja     | Ja     | Ja     | Ja     | Ja     | Ja     | Ja     | Ja      |
| Wietse Tanghe             | Guillaume Boesman       | Jongere broer                          | Ja     | Ja     | Ja     | Ja     | Ja     | Ja     | Ja     | Ja     | Ja     | Ja      |
| Matthieu Sys              | Vincent Boesman         | Oudere broer                           | Ja     | Ja     | Ja     | Ja     | Ja     | Ja     | Ja     | Ja     | Ja     | Ja      |
| Barbara Sarafian          | Virginie Boesman        | Moeder                                 | Ja     | Ja     | Ja     | Ja     | Ja     | Ja     | Ja     | Ja     | Ja     | Ja      |
| Wim Opbrouck              | Philippe Boesman        | Vader                                  | Ja     | Ja     | Ja     | Ja     | Ja     | Ja     | Ja     | Ja     | Ja     | Nee     |
| Sven Mattke               | Hans-Peter Breitlinger  | Duitse onderofficier                   | Ja     | Nee    | Ja     | Ja     | Ja     | Ja     | Ja     | Ja     | Ja     | Ja      |
| Jobst Schnibbe            | Gerolf Hoffman          | Duitse officier                        | Nee    | Nee    | Ja     | Ja     | Ja     | Ja     | Ja     | Ja     | Ja     | Ja      |
| Joren Seldeslachts        | Ludovic Snyders         | Soldaat                                | Ja     | Ja     | Ja     | Ja     | Ja     | Ja     | Nee    | Nee    | Nee    | Nee     |
| Jonas Van Geel            | Leon Smets              | Soldaat                                | Nee    | Ja     | Ja     | Ja     | Ja     | Ja     | Ja     | Ja     | Ja     | Ja      |
| Jonas Vermeulen           | Kleine Jos              | Soldaat                                | Ja     | Ja     | Ja     | Ja     | Ja     | Ja     | Nee    | Ja     | Nee    | Nee     |
| Rilke Eyckermans          | Godelieve               | Dienstmeid                             | Ja     | Ja     | Ja     | Ja     | Ja     | Ja     | Nee    | Nee    | Nee    | Nee     |
| Hilde Heijnen             | Jacoba Vos              | Dame                                   | Ja     | Ja     | Ja     | Ja     | Ja     | Ja     | Nee    | Ja     | Ja     | Ja      |
| Marc Van Eeghem           | Verbeke                 | Eerwaarde                              | Ja     | Ja     | Ja     | Ja     | Ja     | Ja     | Nee    | Ja     | Ja     | Ja      |
| Viv Van Dingenen          | Mathilde                | Dame                                   | Ja     | Ja     | Ja     | Ja     | Ja     | Ja     | Nee    | Ja     | Ja     | Ja      |
| Willy Thomas              | De Vreese               | Professor                              | Ja     | Ja     | Ja     | Ja     | Ja     | Ja     | Ja     | Ja     | Nee    |         |
| Ben Van den Heuvel        | Fonske                  |                                        | Ja     | Ja     | Ja     | Nee    | Nee    | Ja     | Nee    | Nee    | Nee    | Nee     |
| Tine Embrechts            | Juffrouw Blommaert      | Verpleegster                           | Ja     | Ja     | Ja     | Nee    | Ja     | Ja     | Ja     | Ja     | Ja     | Ja      |
| Dayo Clinckspoor          | Gerard                  | Zoon van kolenboer                     | Ja     | Nee    | Nee    | Ja     | Ja     | Ja     | Nee    | Nee    | Nee    | Nee     |
| Enea Kongs                | Yvonne                  |                                        | Ja     | Ja     | Nee    | Nee    | Nee    | Nee    |        |        |        |         |
| Tom De Beckker            | John Woods              | Britse officier                        | Ja     | Nee    | Nee    | Ja     | Ja     | Ja     | Ja     | Ja     | Nee    | Nee     |
| Hilde Van Mieghem         | Zuster Margaretha       | Verpleegster                           | Nee    | Nee    | Nee    | Nee    | Nee    | Nee    | Ja     | Ja     | Ja     | Ja      |
| Mathijs Scheepers         | Poullet                 | Legeraalmoezenier                      | Ja     | Nee    | Nee    | Ja     | Nee    | Nee    | Ja     | Nee    | Nee    | Nee     |
| Simon Van Buyten          | Staf                    | Soldaat                                | Nee    | Nee    | Nee    | Nee    | Nee    | Nee    | Ja     |        | Ja     | Nee     |
| Boris Van Severen         | Rik                     | Soldaat                                | Ja     | Ja     | Ja     | Nee    | Nee    | Nee    | Nee    | Nee    | Nee    |         |
| Steven Boen               | Eduard                  | Soldaat                                | Nee    | Nee    | Nee    | Ja     | Nee    | Nee    | Nee    | Nee    | Nee    | Nee     |
| Arno Moens                | Hubert                  | Soldaat                                | Ja     | Nee    | Nee    | Nee    | Nee    | Nee    | Nee    | Nee    | Nee    | Nee     |
| Johan Knuts               | Raymond                 |                                        | Nee    | Nee    | Nee    | Nee    | Nee    | Nee    |        |        |        |         |
| Jef Hoogmartens           | Omer                    | Soldaat                                | Nee    | Nee    | Nee    | Nee    | Ja     | Nee    | Nee    | Nee    | Nee    | Nee     |
| Arne Focketyn             | Maurice                 | Soldaat                                | Nee    | Nee    | Nee    | Nee    | Ja     | Nee    | Nee    | Nee    | Nee    | Nee     |
| Tibo Vandenborre          | De Pruim                |                                        | Nee    | Nee    | Nee    | Ja     | Ja     | Ja     |        |        |        |         |
| Chris Lomme               | Geraldine               | Moeder van Virginie                    | Nee    | Ja     | Ja     | Nee    | Ja     | Nee    | Nee    | Nee    | Nee    | Nee     |
| Jurgen Delnaet            | Colle                   | Majoor                                 | Nee    | Nee    | Nee    | Nee    | Ja     | Ja     | Ja     | Ja     | Nee    | Nee     |
| Eliza Stuyck              | Anna                    |                                        | Nee    | Nee    | Nee    | Nee    | Nee    | Ja     |        | Ja     |        |         |
| Tine Roggeman             | Jozefien                |                                        | Nee    | Nee    | Nee    | Nee    | Nee    | Ja     |        |        |        |         |
| Tanya Zabarylo            | Celine                  |                                        | Nee    | Nee    | Nee    | Ja     | Nee    | Nee    |        |        |        |         |
| Liesa Naert               | Burgervrouw             |                                        | Ja     | Nee    | Nee    | Ja     | Ja     | Ja     | Nee    | Nee    | Nee    | Nee     |
| Elke Shari Van Den Broeck | Hildegard               |                                        | Ja     | Nee    | Nee    | Nee    | Nee    | Nee    | Nee    | Nee    | Nee    | Nee     |
| Peter Thyssen             | Kamiel                  | Kolenboer                              | Ja     | Nee    | Nee    | Ja     | Ja     | Ja     | Nee    | Nee    | Nee    | Nee     |
| Dirk Van Dijck            | Henricus Van Cleemputte | Burgemeester                           | Ja     | Nee    | Nee    | Ja     | Nee    | Ja     | Nee    | Nee    | Nee    | Nee     |
| Marijke Pinoy             | Suzanne Pelckmans       | Vrijwilliger soepverdeling, dorpsvrouw | Ja     | Nee    | Nee    | Nee    | Nee    | Nee    | Ja     | Nee    | Nee    | Nee     |
| Steven Van Watermeulen    | Speleers                |                                        | Nee    | Nee    | Ja     | Ja     | Ja     | Ja     | Ja     |        |        |         |
| Frank Focketyn            | Henri Pirenne           |                                        | Nee    | Ja     | Nee    | Nee    | Nee    | Nee    | Nee    |        |        |         |
| Sofie Joan Wouters        | Sarah                   |                                        | Nee    | Nee    | Nee    | Nee    | Nee    | Nee    | Ja     | Nee    | Ja     | Ja      |
| Tess Bryant               | Ellen Lamotte           |                                        | Nee    | Nee    | Nee    | Nee    | Nee    | Nee    |        |        |        |         |
| Anne-Charlotte Bisoux     | Nathalie                |                                        | Nee    | Nee    | Ja     | Nee    | Nee    | Nee    |        |        |        |         |
| Elsa Houben               | Madeleine               |                                        | Nee    | Nee    | Nee    | Nee    | Nee    | Nee    |        |        |        |         |
| Ariane Loze               | Edith                   | Pennenvriendin van Vincent Boesman     | Nee    | Nee    | Nee    | Nee    | Nee    | Nee    | Nee    | Nee    | Ja     | Nee     |
| Yves Degen                | Emile Francqui          |                                        | Ja     | Ja     | Ja     | Ja     | Nee    | Nee    |        |        |        |         |
| Robbie Cleiren            |                         |                                        | Nee    | Ja     | Nee    | Nee    | Nee    | Nee    |        |        |        |         |
| Dominique Collet          | Vrouw in gevangenis     |                                        | Nee    | Nee    | Nee    | Ja     | Nee    | Nee    | Nee    | Nee    | Nee    | Nee     |
| Stef Aerts                | Karel Tavernier         | Soldaat                                | Nee    | Nee    | Nee    | Nee    | Nee    | Ja     | Ja     | Ja     |        |         |
| Pieter Piron              |                         | Soldaat                                | Nee    | Nee    | Nee    | Nee    | Nee    | Nee    | Nee    | Ja     | Nee    |         |
| Jeroen Lenaerts           |                         | Officier                               | Nee    | Nee    | Nee    | Nee    | Nee    | Nee    | Nee    | Nee    | Ja     | Nee     |
| Flor Van Severen          | Student 1               | Student anatomie                       | Nee    | Nee    | Nee    | Nee    | Nee    | Nee    | Ja     | Nee    | Nee    | Nee     |
| Ezra Fieremans            | Student 2               | Student anatomie                       | Nee    | Nee    | Nee    | Nee    | Nee    | Nee    | Ja     | Nee    | Nee    | Nee     |
| Tim Ost                   | Duitse soldaat          |                                        | Nee    | Nee    | Nee    | Ja     | Nee    | Nee    | Nee    | Nee    | Nee    | Nee     |
| Dario Rens                | Student 3               | Student anatomie                       | Nee    | Nee    | Nee    | Nee    | Nee    | Nee    | Ja     | Nee    | Nee    | Nee     |
| Serge-Henri Valcke        | Rechter krijgsraad      |                                        | Nee    | Nee    | Nee    | Nee    | Nee    | Nee    | Nee    | Nee    | Nee    | Ja      |

## Afleveringen
| Nr. | Titel                        | Scenario                                    | Regie       | Kijkcijfers | Uitzenddatum     |  |
| --- | ---------------------------- | ------------------------------------------- | ----------- | ----------- | ---------------- |  |
| 1 | Juli - augustus 1914         | Carl Joos Charles De Weerdt Geert Vermeulen | Jan Matthys | 1.686.465   | 12 januari 2014  |  |
| Gastrollen: Tom Audenaert (Lievens), Peter De Graef (Van Kerkhove), Bert Huysentruyt (cafébaas), Robbe Langeraert (krantenjongen), Mathilde Mazabrard (moeder), Erico Salamone (sergeant), Lucas Tavernier (sergeant te paard), Jits Van Belle (voorbijgangster) en Dirk Van De Merlen (Michel). Het verhaal begint in de zomer van 1914 in Gent. Vrienden van de familie Boesman genieten van een huisconcert dat zoon Vincent en dochter Marie geven. Marie droomt ervan om dokter te worden, maar haar omgeving denkt dat dit onmogelijk is voor een vrouw. Via de kranten komt het bericht de oorlog is begonnen. Vader Philippe Boesman gelooft nooit dat de oorlog Gent bereikt. Soldaten moeten zich klaar houden om de eer van het land te verdedigen. Vincent en zijn jongere broer Guillaume worden geroepen om mee aan het front te vechten. Guillaume weet er echter onderuit te komen via zijn baas. |                              |                                             |             |             |                  |  |
| 2 | September - oktober 1914     | Carl Joos Charles De Weerdt Geert Vermeulen | Jan Matthys | 1.437.473   | 19 januari 2014  |  |
| De beste vriendin van Marie, Hildegard, blijkt een Vlaamse met Duitse voorouders. Hun huis wordt in brand gestoken en de familie overleeft de brand niet. Ondertussen zorgt de oorlog voor nog meer slachtoffers. Hubert, de zoon van Jacoba Vos, is de eerste dode aan het front. Guillaume moet zich ondertussen ook aanmelden. Hij probeert te vluchten met een vriend, maar beide worden gesnapt en moeten naar een kamp voor deserteurs. Marie en haar moeder Virginie vluchten naar de moeder van Virginie in Nederland. Dokter Boesman hoopt nog steeds dat de universiteit open blijft, zodat hij lessen gynaecologie kan geven. Op het einde van de aflevering ziet dokter Boesman de Duitsers voorbij zijn huis marcheren. Ze hebben Gent bereikt. |                              |                                             |             |             |                  |  |
| 3 | Oktober - december 1914      | Carl Joos Charles De Weerdt Geert Vermeulen | Jan Matthys | 1.662.283   | 26 januari 2014  |  |
| Kapitein Gerolf Hoffman en sergeant Hans-Peter Breitlinger bezetten het huis van de familie Boesman. Dokter Boesman gaat in op alle eisen van de Duitsers. Guillaume zit ondertussen in Frankrijk in het opleidingskamp. Hij weet echter enkele keren te ontsnappen naar een huis in de buurt, waar hij een ham koopt van een alleenstaande moeder die hij dan voor een hogere prijs doorverkoopt aan de andere soldaten. Wanneer Marie en Virginie terugkomen vanuit Nederland, worden ze aan de grens tegengehouden en wordt hun koets in beslag genomen. Ze moeten te voet verder. Bij hun thuiskomst wacht een grote verrassing: de Duitsers hebben hun huis bezet. Virginie is hier allerminst mee opgezet. Ondertussen rukken de Duitsers steeds verder op, tot ze de IJzer bereikt hebben. Vincent zit intussen in Nieuwpoort. 's Nachts worden de sluizen opengezet om de Duitsers tegen te houden. |                              |                                             |             |             |                  |  |
| 4 | December 1914 - juni 1915    | Carl Joos Charles De Weerdt Geert Vermeulen | Jan Matthys | 1.511.901   | 2 februari 2014  |  |
| Tijdens de kerstbestanden verbroederen Belgen en Duitsers aan het front met elkaar; er wordt door de Duitsers ook een gouden monstrans aan de Belgen teruggegeven. Marie wil het verzet graag helpen, maar begeeft zich daarmee op gevaarlijk gebied. Ze smokkelt brieven van soldaten naar het thuisfront tijdens de voedselbedeling. Terwijl de Duitsers haar fiets afnemen, duwt Marie de Duitser van de fiets. De brieven worden niet ontdekt maar Marie wordt wel opgesloten. Dokter Boesman smeekt kapitein Hoffman om haar vrij te krijgen. Ondertussen wordt de relatie tussen Marie en Hans-Peter steeds beter. In een poging om een medesoldaat te redden, geraakt Vincent gewond. Voor zijn moed en opoffering wordt hij bevorderd tot korporaal. Ondertussen verschijnt ook Guillaume aan het front. |                              |                                             |             |             |                  |  |
| 5 | Juni - september 1915        | Carl Joos Charles De Weerdt Geert Vermeulen | Jan Matthys | 1.616.582   | 9 februari 2014  |  |
| Guillaume heeft bij een gasaanval van de Duitsers een huidaandoening opgelopen. Bij toeval ontmoet hij zijn broer opnieuw in De Panne. Vincent verliest intussen steeds meer van zijn soldaten aan het front. Marie gaat nog een stapje verder en smokkelt geheime documenten het land uit. Via een list gaat ze samen met haar moeder met de trein naar haar grootmoeder in Nederland. Wanneer Virginie en haar grootmoeder deze documenten ontdekken, zijn ze ontzet. Ze geeft Marie zelfs stokslagen. Virginie weet de stok af te pakken maar haar moeder wenst haar en Marie nooit meer te zien. Om aan de universiteit te kunnen beginnen, moet dokter Boesman onderzoek doen naar geslachtsziekten. Hij nodigt daarom zwangere vrouwen en jonge moeders uit bij zijn huis, waarbij hij ook prostituees onderzoekt die deze ziekten hebben. De universiteit blijft echter nog voor onbepaalde tijd dicht. In een bui van razernij snijdt dokter Boesman zich aan de buisjes met bloedstalen. |                              |                                             |             |             |                  |  |
| 6 | December 1915 - oktober 1916 | Carl Joos Charles De Weerdt Geert Vermeulen | Jan Matthys | 1.484.745   | 16 februari 2014 |  |
| Terwijl Vincent een hard leven leidt in de loopgraven, zet Guillaume de bloemetjes buiten als chauffeur van majoor Colle. Hij is present op de seksfeestjes die zijn Britse kameraad John Woods organiseert. Hier leert hij ook Anna en Jozefien kennen, twee jonge meisjes die zich willen prostitueren bij hoge officieren. Dokter Boesman tekent een manifest, samen met enkele andere prominenten, om een Vlaamse universiteit te openen in Gent, dit zeer tegen de zin van Virginie. Toch besluit ze haar man te volgen en haar ontslag te geven als voorzitster van het commiteit. Hans-Peter en Marie groeien steeds dichter bij elkaar en verklaren elkaar de liefde. Toch voelt Hans-Peter zich gebruikt door Marie, als hij erachter komt dat Marie smokkelde voor de vijand. De kolenboer die de smokkel organiseerde is opgepakt en na mishandeling tijdens het verhoor bezweken. Zijn zoon leeft nog. Marie hoopt dat hij zwijgt over haar medeplichtigheid maar besluit uiteindelijk te vluchten. |                              |                                             |             |             |                  |  |
| 7 | Oktober 1916 - april 1917    | Carl Joos Charles De Weerdt Geert Vermeulen | Jan Matthys | 1.493.021   | 23 februari 2014 |  |
| Marie wordt aangehouden aan de Belgisch-Nederlandse grens. Er wordt ontdekt dat zij een valse reispas heeft (die Hans-Peter voor haar heeft geregeld). Ze weet echter te ontsnappen en de grens over te steken. Een tijd later komt ze bij een boerderij aan, waarvan de eigenaars haar laten blijven. Ze blijkt ook zwanger van Hans-Peter maar pleegt abortus met een kapstok. Via de boeren komt ze terecht in Engeland, waar ze met verpleegsterstudies start. Ze ontmoet er ook haar broer Guillaume terug. De ontmoeting loopt op een sisser uit, wanneer het liederlijke leven van Guillaume ter sprake komt. Guillaume lijkt echter de liefde gevonden te hebben in Sarah Woods, de zus van John. In Gent wordt ontdekt dat Marie een spionne was. Kapitein Hoffman slaagt erin de andere Duitsers uit het huis van de familie Boesman te houden. Hij meldt ook aan Hans-Peter dat er onder de Duitsers iemand Marie aan een valse reispas heeft geholpen. Hij verdenkt Hans-Peter, maar spreekt dit niet openlijk uit. Dokter Boesman wordt professor anatomie, maar krijgt steeds meer tegenkanting omdat hij werkt in een zogenaamde Duitse universiteit. Aan het front onderwijst Vincent de Vlaamse ongeletterde soldaten. Aangezien dit echter dus in het Nederlands gebeurt, komt hem dit op zware kritiek van de bevelhebbende Franstalige officier te staan. Als hij en zijn kompanen verrast worden door een aanval, moeten ze vluchten. Wanneer Vincent een gewonde soldaat wil helpen, valt hij roerloos op de grond. |                              |                                             |             |             |                  |  |
| 8 | April 1917 - november 1917   | Carl Joos Charles De Weerdt Geert Vermeulen | Jan Matthys | 1.496.792   | 2 maart 2014     |  |
| Vincent blijkt slechts licht gewond te zijn na de aanval. Hij belandt echter steeds dieper in de put, omdat hij fysiek op is. Marie heeft haar opleiding als verpleegster voltooid en komt in een veldhospitaal terecht. De gruwel van de oorlog wordt haar nu pas echt duidelijk. Op de universiteit vereist men een diploma van dokter Boesman. Hij blijkt echter zijn laatste examen nooit te hebben afgelegd destijds en mag daarom niet beginnen op de universiteit. Guillaume is terug uit Engeland. Wanneer hij ziet dat zijn liefje Anna wordt misbruikt door majoor Colle, slaat Guillaume Colle tegen de grond. Hierdoor is Guillaume niet meer welkom op de feestjes en verliest zijn job als chauffeur. Hij besluit om terug te keren naar het front. Zijn beste vriend Jos wil deserteren maar wordt gesnapt en hiervoor veroordeeld tot de dood door de kogel. Het genadeschot wordt afgevuurd door Guillaume, tegen wil en dank. Vincent krijgt in De Panne ruzie met 2 Walen tijdens een dronken bui en wordt hiervoor tijdelijk opgesloten. Zijn zus Marie ontmoet hem hier en spreekt hem moed in om verder te gaan. Guillaume wordt door John betrapt wanneer hij aan het vrijen is met Anna. John is woedend omdat Guillaume zijn zus Sarah laat zitten, ondanks dat Guillaume John overtuigt dat Anna slechts een flirt is en hij echt van Sarah houdt. Guillaume wil John dit duidelijk maken wanneer ze in de loopgraven zijn. Dan worden ze aangevallen. |                              |                                             |             |             |                  |  |
| 9 | December 1917 - juni 1918    | Carl Joos Charles De Weerdt Geert Vermeulen | Jan Matthys | 1.469.722   | 9 maart 2014     |  |
| Guillaume blijkt bij de aanval waarbij John gesneuveld is, zijn rechterbeen verloren te hebben en zal voor de rest van zijn leven met een beenprothese moeten rondlopen. Wanneer hij bezoek krijgt van Sarah, bekent hij aan haar zijn verleden als vrouwenversierder, dat hij tijdens hun verloving geflirt had en John op het punt stond het aan haar te vertellen. Desondanks vergeeft Sarah hem. Vincent voltooit zijn officiersopleiding. In de tussentijd fietst hij naar het Franse Alençon, om zijn pennenvriendin Edith te ontmoeten. Wanneer blijkt dat ze al getrouwd is, slaan bij hem de stoppen door en verkracht hij haar. Als hij even later terug aan het front is, wordt hij gearresteerd. In het veldhospitaal ziet Marie Staf terug, die door haar invloed als vrijwilliger soldaat werd. Deze heeft te kampen met blindheid door een gasaanval en een zware vorm van gangreen aan de voeten. Tegen de overtuiging van de artsen in is Marie overtuigd dat dergelijke kwetsuren genezen kunnen worden en doet alles wat ze kan om dit waar te maken. Staf blijkt een oogje op haar te hebben, maar wanneer hij erachter komt dat ze al iemand heeft, vertrekt hij ontgoocheld naar Zuid-Frankrijk voor revalidatie. Met Philippe gaat het nog altijd niet goed, maar Virginie blijft hem steunen. Even lijkt het goed te gaan wanneer hij plannen maakt om zich te herpakken. Virginie ontdekt dat Hans-Peter en Marie een relatie hebben. Hans-Peter wordt door Hoffman naar het front gestuurd, wanneer hij ontdekt dat Hans-Peter Marie heeft geholpen te ontsnappen. Vlak voor zijn vertrek neemt Hans-Peter afscheid en bedankt Virginie voor de goede zorgen van de afgelopen jaren. Nadat ze Hans-Peter het beste heeft gewenst, hoort Virginie plots een verdacht geluid. Wanneer ze komt kijken, treft ze Philippe aan, roerloos met een doosje pillen op de grond. |                              |                                             |             |             |                  |  |
| 10 | Juli - september 1918        | Carl Joos Charles De Weerdt Geert Vermeulen | Jan Matthys | 1.580.926   | 16 maart 2014    |  |
| Vincent verschijnt voor de krijgsraad op beschuldiging van verkrachting van Edith. Marie wil haar broer koste wat kost vrij krijgen en gaat daarvoor tegen haar zin naar bed met diens commandant. In ruil slaagt deze erin Vincent vrij te krijgen. Eerst vertelde Vincent aan Marie en Guillaume dat hij gevreeën heeft met Edith en zij hier nadien waarschijnlijk spijt van had; in een brief aan Marie bekent hij echter zijn schuld. Omdat hij de schaamte niet meer kan verdragen, pleegt hij zelfmoord aan het front tijdens het Eindoffensief met een granaat. Nu Philippe dood is en Hans-Peter aan het front is, is Virginie alleen met Hoffman, die hoe langer hoe agressiever wordt. Nu het einde van de oorlog nadert, voelt ze de repressie komen doordat een raam van haar huis wordt ingegooid en 'moffenhoer' op de voorgevel wordt geklad. Wanneer Hoffman op het punt staat het huis te verlaten, probeert hij eerst Virginie nog te verkrachten. Eerwaarde Verbeke probeert hem tegen te houden, maar wordt op zijn beurt aangevallen door Hoffman. Hij wordt echter door een razende Virginie talloze keren geslagen met een kruisbeeld, wat hem fataal wordt. Zijn lijk wordt in de tuin begraven en al zijn spullen verbrand. Hans-Peter heeft aan het front het bevel over veel jonge, onervaren soldaten. Hij ziet in dat de oorlog zo goed als afgelopen is en tracht met een paar van zijn soldaten zich over te geven. Ze worden echter door enkele andere Duitsers als deserteurs gezien en beschoten, waarbij enkelen sneuvelen. Als Hans-Peter met de andere overlevenden de Belgische linies bereikt, maakt hij met een witte vlag duidelijk dat ze zich willen overgeven. Maar ze worden ook door hen beschoten en Hans-Peter wordt in de maagstreek getroffen. Na afloop van een van de gevechten zoekt Marie alle krijgsgevangenkampen af, in de hoop om Hans-Peter te vinden. Uiteindelijk vindt ze hem op het slagveld. Denkend dat hij gesneuveld is, schreeuwt ze het uit van verdriet. Hans-Peter blijkt echter nog in leven te zijn. Het laatste beeld laat Marie zien, die Hans-Peter over de modder in veiligheid sleept. |                              |                                             |             |             |                  |  |

## Toeristische locaties
Na elke aflevering wordt tijdens de aftiteling een plaats getoond die verband houdt met de Eerste Wereldoorlog in België.
- Aflevering 1: In Flanders Fields Museum, Ieper
- Aflevering 2: Duitse militaire begraafplaats, Vladslo
- Aflevering 3: Sluizencomplex van Ganzepoot en Koning Albert I-monument, Nieuwpoort
- Aflevering 4: Memorial Museum Passchendaele 1917, Zonnebeke
- Aflevering 5: Dodengang, IJzerdijk, Kaaskerke
- Aflevering 6: Essex Farm Cemetery, Boezinge
- Aflevering 7: Museum aan de IJzer, Diksmuide
- Aflevering 8: Lijssenthoek Military Cemetery, Poperinge
- Aflevering 9: Dodencellen en Executiepaal, Poperinge
- Aflevering 10: Last Post Menenpoort, Ieper
- Diverse afleveringen: art-nouveauzaal te Tildonk